# Ambika Mod
Ambika Mod, född 1996, är en brittisk skådespelare.
Mod har bland annat medverkat i TV-serierna This Is Going To Hurt och One Day där hon spelar en av huvudrollerna som Emma.

## Filmografi (i urval)
- 2022 – This Is Going to Hurt (TV-serie)
- 2024 – One Day (TV-serie)
- 2025 – The Stolen Girl (TV-serie)
- 2025 – Sacrifice